# Yuval Avital
Yuval Avital (en hebreo: יובל אביטל, Jerusalén, 1977) es un músico, compositor y guitarrista israelí.
Artista multidisciplinar de origen sefardí, su obra se caracteriza por la participación de músicos tradicionales, la predilección por grandes conjuntos instrumentales, el uso de herramientas multimedia y nuevas tecnologías, y sus colaboraciones en el ámbito científico.

## Biografía
Nacido en Jerusalén en 1977, reside actualmente en Milán. Entre sus trabajos figuran las óperas icónico-sonoras Kolot (2008), Samaritani (2010) y Leilit (2011); composiciones para conjuntos indígenas de Kazajistán y Filipinas; eventos sonoros como GARON, realizado como concierto de clausura de la instalación Dirty Corner de Anish Kapoor en Milán (2012); música de cámara, obras para instrumento solista y video-instalaciones (Noche Blanca de Roma, 2007). Avital ha trabajado con el compositor y maestro palestino de laúd Wisam Gibran. Como guitarrista, ha actuado en el Toronto Centre for the Arts, el Royal Palace de Copenhague, el Auditorio del National Conservatory of China y Art Basel Miami. Su actividad artística lo ha llevado a trabajar en el Centro Pompidou (París), Palazzo Reale y Teatro Nuovo (Milán), Palácio da Regaleira Sintra, y a desarrollar proyectos musicales en Kazajistán, Filipinas y Rumanía. Es creador y fundador de Trialogo Festival, así como de la asociación Magà Global Arts Around the World.
En el año 2011 el canal SKY Classica produjo un documental sobre su segunda ópera Samaritani.

## Composiciones

### Obras para masas sonoras
- Mise en abîme, para un grupo de 100 personas, 34 acordeones, 2 tubas bajo, clarinete bajo, soprano, percusión, didgeridoo y cuatro directores (2011). Directores: Sandro Gorli, Pilar Bravo, Nicola Scaldaferri y Dario Garegnani. Estreno: grabación para la RAI-Radiotelevisione Italiana, Milán, 04/2011.
- GARON, para 40 tubas, 5 tubas contrabajo solistas, 6 percusionistas, coro, solistas de canto experimenta y electrónica en directo (2012). Dedicado a Anish Kapoor. Estreno: concierto de clausura del Dirty Corner de Anish Kapoor, Fabbrica del Vapore, Milán, 26/01/2012.
- Karagatan, para 100 percusionistas tradicionales de gong y bambú (2013). Director: Chino Toledo. Estreno: concierto de clausura del Tunog Tugan Festival Dipolog Cityl, Mindanao, Filipinas. 21/01/2013.

### Sinfonías
- OTOT, para orquesta de cámara, 5 percusionistas, 3 acordeones, vídeo y electrónica en directo (2013).[4] Estreno: inauguración de la temporada sinfónica del Teatro Sociale, Como, 23/01/2013.

### Óperas icónico-sonoras
- Kolot, para 12 cantantes tradicionales, conjunto de solistas, vídeo y electrónica (2008).[5][6]  Estreno: evento de inauguración del REC Festival, Cavalerizza Reale, Reggio Emilia; Teatro dal Verme, Milán; evento de inauguración de la XXVI edición del Festival del Teatro di Parma, Spazio Grande Teatro 2, Parma. Directores: Yuval Avital y Nory Jacoby.
- Samaritani, para conjunto solista, coro de samaritanos, vídeo e electrónica (2010).[7] Estreno: Festival MiTo SettembreMusica, Teatro Nuovo, Milán, septiembre de 2010. Director: Massimo Mazza.
- LEILIT, nocturno para conjunto de 7 flautas dulces y 7 acordeones, piano, bowed piano, solistas, 2 cantores Keis (sacerdotes de la comunidad Beta-Israel) y vídeo (2011).[8] Estreno: Festival Romaeuropa, Teatro Palladium, Roma, 26/10/2011.
- Noise for Syd, para guitarra y bajo eléctricos, tuba contrabajo, clarinete bajo, percusión, batería, sintetizadores, electrónica en directo y videoarte (2013). Dedicado a Syd Barrett. Estreno: Festival Aperto, Teatro Cavallerizza, Reggio Emilia, 13/11/2013.

### Composiciones para ensembles indígenas
Los proyectos para conjuntos indígenas, que engloban música contemporánea y tradiciones antiguas, son una parte fundamental del trabajo y la estética de Avital. Las piezas clasificadas bajo esta categoría buscan el diálogo entre culturas especialmente distantes en el imaginario común, así como el reconocimiento de tradiciones prácticamente desconocidas.
- Slow Horizons, para guitarra, conjunto tradicional de Kazajistán (12 músicos), bailarines, narrador y vídeo (2006). Estreno: Nauryz 21 festival, Almatý, Kazajistán. Vídeo: Michal Rovner.
- After the darkness, para cimbales, coro masculino y conjunto indígena de Filipinas (2007). Estreno: 2nd International Rondalla Festival, Bogio, Filipinas.
- Lefkara Moirai, para conjunto tradicional, 2 cantantes, guitarra, 12 artesanos, vídeo, narrador y electrónica en directo (2009). Estreno: Lefkara Festival, Lefkara, Chipre.[9]

### Música para orquesta, de cámara e instrumento solista

#### Solista con orquesta
- Studi di speranza / Hope studies, para viola y orquesta (2010-2012).

#### Música de cámara
- Music for 7 N.1 - "Cicli" (cycles), para 7 flautas dulces (2009-2011). In memoriam Josí Monserrat Maceda. Estreno: Festival RomaEuropa, Teatro Palladium, Roma, octubre de 2011. Intérpretes: The Running Seven Recorders Ensemble (Daniele Bragetti, Stefano Bragetti, José Manuel Fernández Bravo, Mario Lacchini, Lorenzo Lio, Marco Rosa Salva, Seiko Tanaka).
- Music for 7 N.2 - "modus benedictus", para 7 violonchelos (2010). In memoriam Nusrat fateh ali khan.
- Music for 7 N.3 - "Un porto griggio", para 7 trompas (2009). Dedicado a Björk.
- Music for 7 N.4 - "Al mishkavi", para 7 percusionistas con ramas y 7 voces (2008-2009). Dedicado a Shlomo Avital.
- Music for 7 N.5 - "Sunset", para 7 violines (2010). In memoriam Abel Ehrlich.
- Music for 7 N.6 - "Horror vacui", para 7 acordeones (2010). Dedicado a Pauline Oliveros. Estreno: Festival RomaEuropa, Teatro Palladium, Roma, octubre de 2011. Intérpretes: Sergio Scappini, Michele Bracciali, Nadio Marenco, Giancarlo Calabria, Augusto Comminesi, Paolo Vignani.
- Sette demoni della siccità, para piano y percusión (2010).

#### Composiciones para instrumento solista
- DIMDUM, para flauta bajo (2010). Estreno: Frazione Saliana, Pianello del Lario, Como, 2011. Intérprete: Gianluigi Nuccini.
- Sogno, ombre e paesaggi, sonata para piano (2010-2011). Estreno: Festival RomaEuropa Festival, Teatro Palladium, Roma, octubre de 2011. Intérprete: Maria Grazia Bellocchio.

### Instalaciones ylive performances
- Reka, para ensemble y cinta, Biella (2006).
- Cariatidi Sonore. Estreno: producción especial para la Noche Blanca, Stazione Ostiense, Roma (2007).
- Masà, para cinta, electrónica en directo, guitarra y diversos instrumentos electroacústicos —en colaboración con Riccardo Sinigaglia— (2008). Estreno: Sala Puccini, Milán.
- Spaces Unfolded, concierto-instalación para 120 cintas, 8 cajas y sistema de inteligencia artificial —en colaboración con Giovanni Cospito— (2012). Estreno: Festival BergamoScienza, Bergamo, 05/10/2012.
- Unfolding Space, concierto para guitarra eléctrica y clásica, electrónica en directo y traducción multimedia del espacio cósmico (2012). Estreno: Festival BergamoScienza, Bérgamo, 19/10/2012.
- Alpha - Alpha - Uniform, para 8 cajas y sistema de inteligencia artificial —en colaboración con Giovanni Cospito— (2012).
- Kanaf para clarinete bajo, cinta y vídeo. Vídeo: Yuval Avital & Tarin Gartner. Clarinete bajo: Paolo de Gaspari (2013).

### Música para danza y teatro
- Música para la coreografía de Cave Canem, de Avi Kaiser y Sergio Antonino, para guitarra, electrónica y coro de bailarines (Alemania, 2007).
- Música para el espectáculo teatral "Una Notte in Tunisia", de Vitaliano Trevisan. Director: Andrée Ruth Shammah (2011).

## Guitarra
Tras recorrer el mundo como intérprete, el los últimos años la carrera artística de Avital está focalizada en la creación de obras originales propias que contemplen la colaboración con solistas de música tradicional y de música contemporánea vinculados al uso de la guitarra clásica y eléctrica, la guitarra preparada y la electrónica en directo. En sus obras, Avital utiliza elementos procedentes de la tradición instrumental de la familia de cuerda del medio oriente, de Asia Central y del Extremo Oriente, combinados con técnicas idiomáticas de la guitarra clásica.

## Colaboraciones
El trabajo de Yuval Avital gira en torno a la investigación de las relaciones interculturales a través del diálogo, concebido en tanto medio que pone de manifiesto las similitudes ocultas y la complementariedad inherente a cualquier cultura —un hecho que las hace partícipes de un complejo sistema de interrelaciones globales—. A través de este puente icónico, las obras de Avital propician un encuentro entre culturas musicales occidentales y aquellas que portan consigo artistas tradicionales, depositarios de aquello que podría denominarse "memoria antigua", desde África hasta China, desde Irán hasta Israel, Palestina y Kazajistán, entre tantas otras. Su investigación en torno a nuevas formas de expresión musical gracias al conocimiento mutuo ha dado vida al proyecto Trialogo Festival, un espacio de encuentro entre culturas del mundo y artistas contemporáneos que propicia la creación de composiciones originales e inéditas.
En el 2012 Avital inició su colaboración con el laboratorio de lutería experimental Noah Guitars, con sede en Milán, con el objetivo de crear una nueva e innovadora guitarra eléctrica. El primer modelo experimental fue realizado por Avital en julio de 2012 y utilizado durante la tournée estiva del dúo Yuval Avital & Wisam Gibran. El modelo definitivo comenzó a producirse a finales de 2013.